# Kosova Hora
Kosova Hora (tschechisch bis 1921 Kosová Hora, deutsch Amschelberg) ist eine Gemeinde in Tschechien. Sie liegt drei Kilometer östlich von Sedlčany und gehört zum Okres Příbram.

## Geographie
Kosova Hora befindet sich im Tal des Mastník im Mittelböhmischen Bergland. Nördlich erhebt sich im Kolihový les der Velký Vršek (521 m) und im Südosten der Vysoká hora (496 m).
Nachbarorte sind Hradišťko im Norden, Obsiny, Chrastava, Štětkovice und Bořená Hora im Nordosten, Vojkov und Podolí im Osten, Vysoká und Lavičky im Südosten, Dřevniště, Radeč und Dohnalova Lhota im Süden, Janov im Südwesten, Červený Hrádek im Westen sowie Vítěž im Nordwesten.

## Geschichte

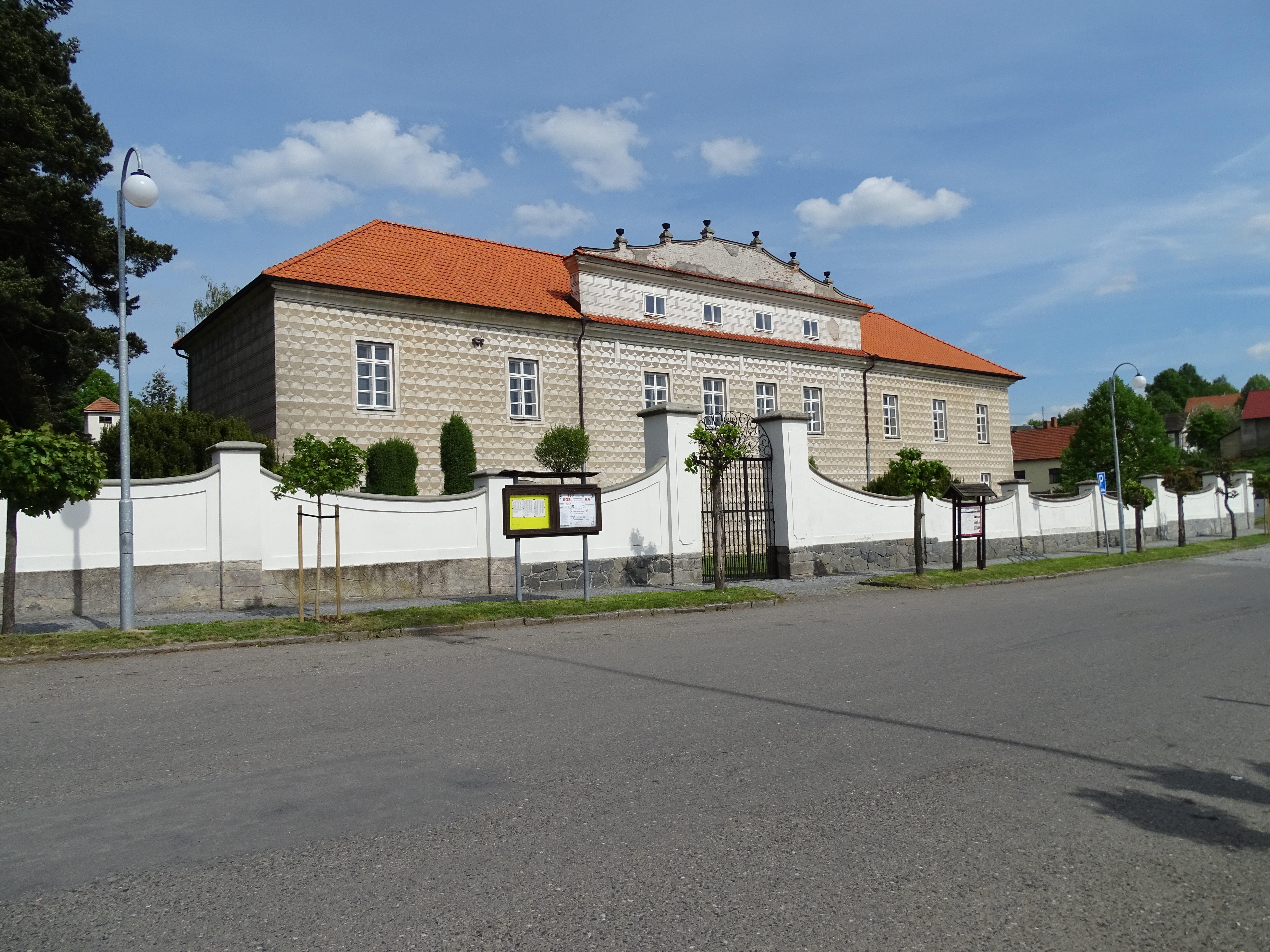
Schloss Kosova Hora

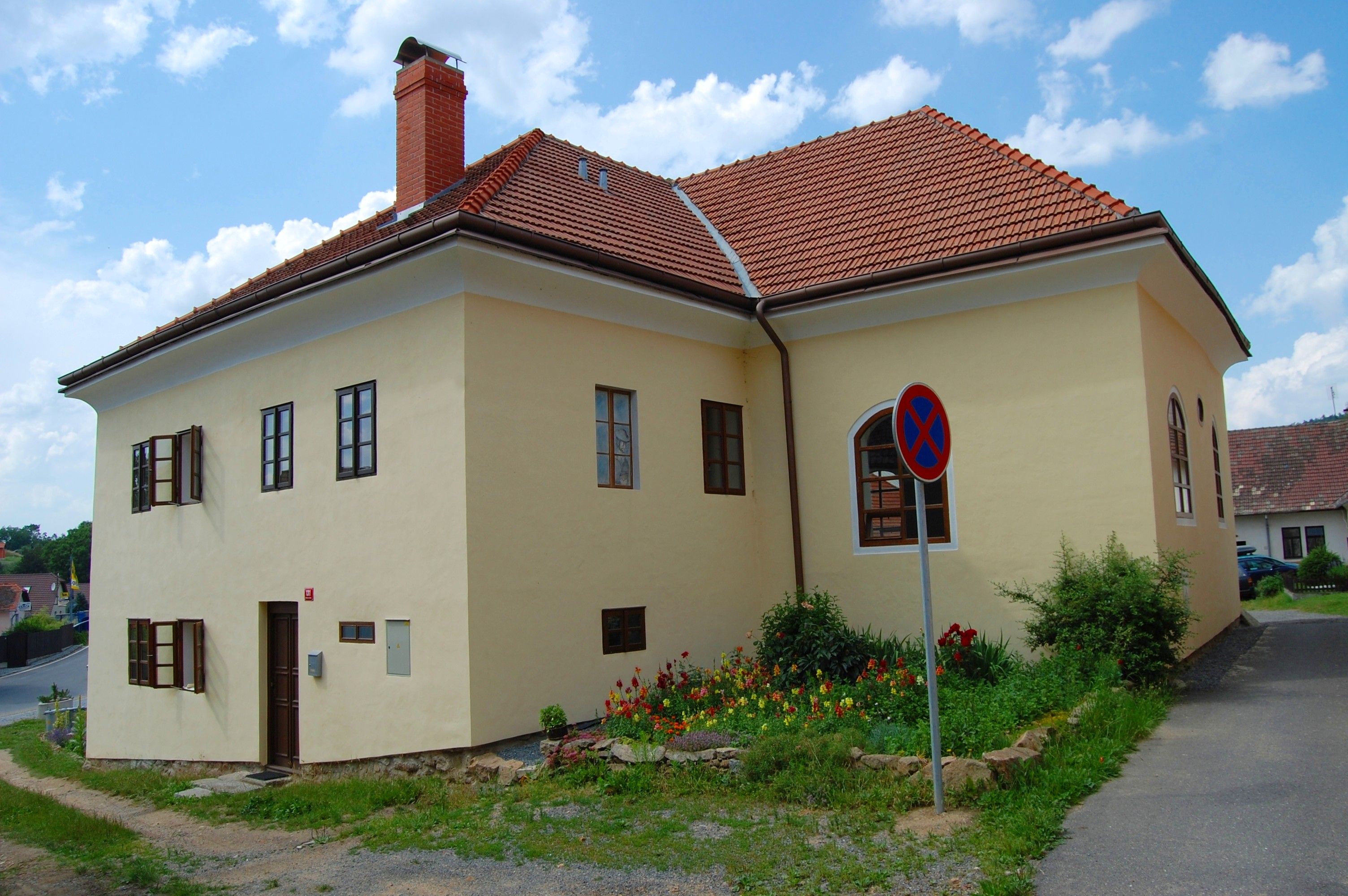
Die ehemalige Synagoge

Kosova Hora wurde erstmals im Jahre 1272 im Zusammenhang mit dem Bau der Feste durch die Landsteiner urkundlich erwähnt. Besitzer waren bis zu den Hussitenkriegen die Herren von Amschelberg aus dem Hause der Wittigonen. Als Folge der Kriege war die Feste wüst und das Geschlecht der Amschelberger erloschen.
1474 erwarben die Herren von Říčany, die seit 1400 die benachbarte Herrschaft Hrádek (heute: Červený Hrádek) besaßen, Kosova Hora. Nachfolgend wuchs Kosova Hora zu einem Marktflecken an. Nachdem Vladislav II. den Zuzug von Juden gestattete, entstand eine starke jüdische Gemeinde. In Amschelberg wurde eine Synagoge errichtet, um 1580 der jüdische Friedhof angelegt und eine jüdische Schule betrieben.
In der Mitte des 16. Jahrhunderts gründeten die Herren von Říčany eine Brauerei, Käserei und Stärkefabrik. An Stelle der wüsten Feste entstand zu Beginn des 17. Jahrhunderts ein dreiflügliges Renaissanceschloss. Kosova Hora führte ein Stadtwappen und besaß Marktrechte.
Die Schlacht am Weißen Berg beendete die Blütezeit von Amschelberg, der Besitz der Herren von Říčany wurde konfisziert und die Herrschaft Albrecht von Waldstein überlassen, der sie umgehend an Sezima von Vrtba verkaufte. Während des Dreißigjährigen Krieges wurde Amschelberg zweimal niedergebrannt. Anschließend folgten Hungersnöte, Pest und Cholera. Als Wenzel Adalbert Ritter Karwinski zu Beginn des 18. Jahrhunderts die Herrschaft Amschelberg erwarb, erneuerte er die Privilegien des Marktfleckens. 1760 brannte der Ort vollständig nieder. Nach dem Aussterben der Karwinski erwarb 1837 František Mladota von Solopisk die Herrschaft. Er ließ das Schloss umbauen und mit einer Fassade im Empirestil versehen.
1894 wurde die Eisenbahn von Olbramovice nach Sedlčany eingeweiht. Während der Zeit des Nationalsozialismus erlosch die jüdische Gemeinde. Nach dem Zweiten Weltkrieg sank die Marktgemeinde zum Dorf herab. Die frühere Synagoge ist leerstehend.

## Gemeindegliederung
Die Gemeinde Kosova Hora besteht aus den Ortsteilen Dobrohošť (Dobrohoscht), Dohnalova Lhota (Dohnal Lhota), Janov (Janow), Kosova Hora (Amschelberg), Lavičky (Lawitschek), Lovčice (Lautschitz), Přibýška (Pribisch) und Vysoká (Wissoka).

## Sehenswürdigkeiten

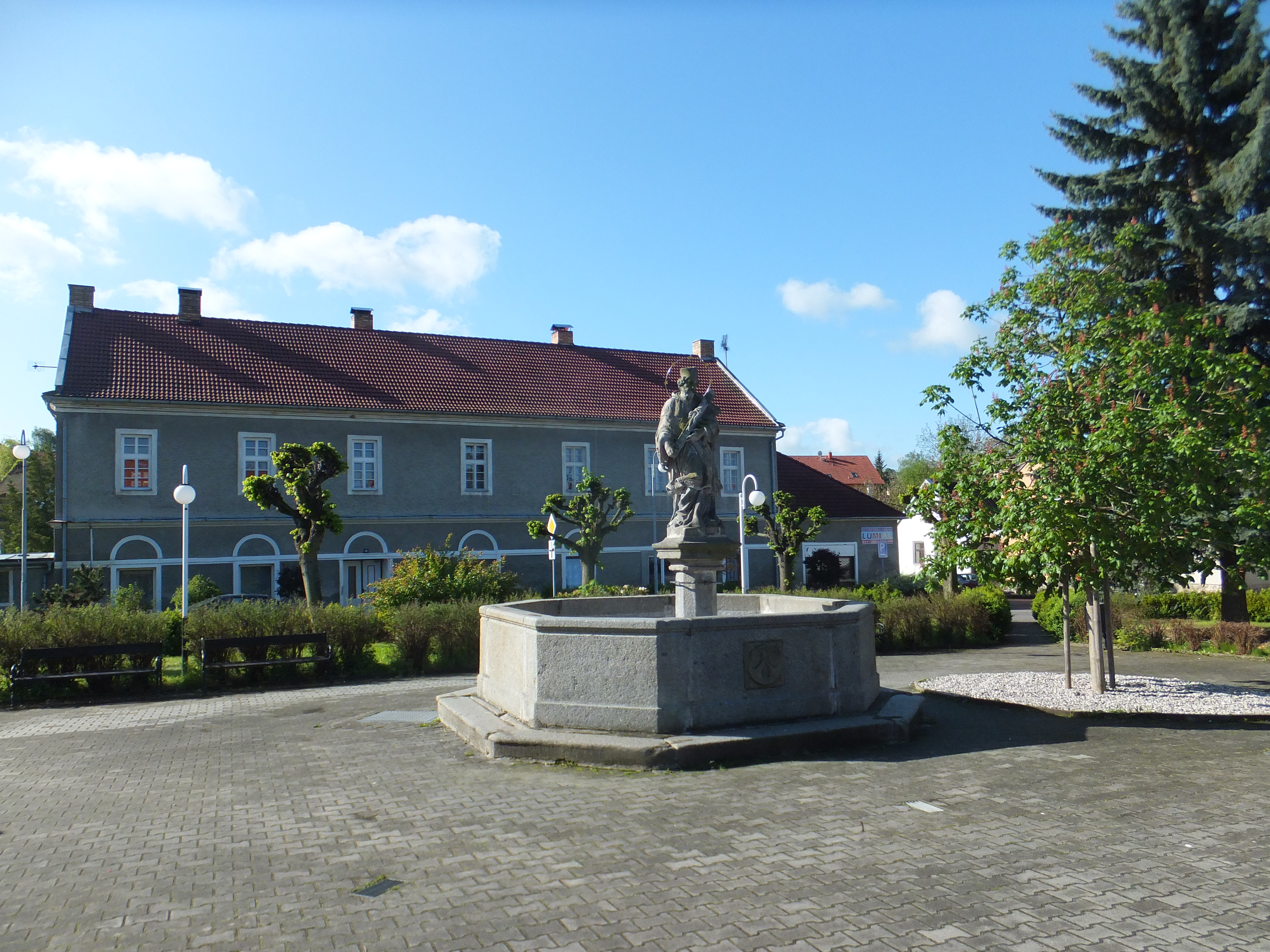
Nepomukbrunnen

- Schloss Kosova Hora, der Renaissancebau entstand aus einer Feste aus dem 13. Jahrhundert
- Jüdischer Friedhof, angelegt um 1580
- Synagoge aus der Zeit nach 1740
- Pfarrkirche, seit 1350 nachweislich
- Schloss Červený Hrádek, westlich des Ortes
- Statue des hl. Johannes von Nepomuk am Dorfplatz
- Feste Lovčice in Lovčice
- Kapelle auf dem Dorfplatz von Lavičky
- Kapelle mit Glockenturm in Přibýška

## Söhne und Töchter des Ortes
- Friedrich Adler (1857–1938), Schriftsteller